# Messa Alleluia
Messa Alleluia è un album in studio di Marcello Giombini su testi di Gino Stefani pubblicato dalla Pro Civitate Christiana nel 1969. Si tratta di una raccolta di canti per le messe nel tempo di Natale. È stato interpretato nella prima versione dal complesso Gli Alleluia. L'esecuzione, invece, della seconda versione è del Clan Alleluia, con le voci soliste di Ernesto Brancucci, Alessandro Colavicchi e Mario Dalmazzo.
Entrambe le versioni sono state registrate agli studi Internetional Recording di Roma.

## Tracce
Lato A
1. Dall'alto dei cieli
2. Signore, pietà
3. Gloria
4. Dio Padre ha parlato
5. Alleluia

Lato B
1. Santo
2. Agnello di Dio
3. Vieni Gesù, resta con noi
4. La messa è finita

## Formazione (Clan Alleluia)
- Maria Cristina Brancucci (voce)
- Ernesto Brancucci (voce)
- Margherita Brancucci (voce)
- Alessandro Colavicchi(voce)
- Mario Dalmazzo (voce)
- Marinella Viri (voce)
- Alberto Ciacci (basso)
- Girolamo Gilardi (chitarra)
- Marcello Giombini (organo)
- Mario Molino (chitarra)
- Paolo Taddia (batteria)